# Aglaia archiboldiana
Aglaia archiboldiana é uma espécie de planta na família Meliaceae. É endêmica das Ilhas Fiji.